# Kouvarás
Kouvarás är en ort i Grekland.   Den ligger i prefekturen Nomarchía Anatolikís Attikís och regionen Attika, i den sydöstra delen av landet, 28 km sydost om huvudstaden Aten. Kouvarás ligger 298 meter över havet och antalet invånare är 1 426.
Terrängen runt Kouvarás är huvudsakligen lite kuperad. Kouvarás ligger uppe på en höjd. Närmaste större samhälle är Glyfáda, 18,8 km väster om Kouvarás. 